# C19H18ClN3O
化学式C19H18ClN3O（摩尔质量：339.82 g/mol）可能指：
- 甲酚紫，CAS号：18472-89-4
- 环丙西泮，CAS号：15687-07-7

|  | 这个同类索引页列出了具有相同分子式的化学物（即同分異構體）条目。 除非您是有意链接至本页，否则应将相应条目的内部链接指向正确的条目。 |